# Cocytia ribbei
Cocytia ribbei är en fjärilsart som beskrevs av Druce 1884. Cocytia ribbei ingår i släktet Cocytia och familjen nattflyn. Inga underarter finns listade i Catalogue of Life.